# Nicola Correia-Damude
Nicola Correia-Damude (Toronto, 21 giugno 1981) è un'attrice e doppiatrice canadese.

## Biografia

### Carriera
Attiva principalmente in ambito televisivo, si è distinta per i ruoli avuti nelle serie TV The Strain, The Boys e Shadowhunters: The Mortal Instruments.

### Vita privata
Nata in Canada, sua madre è guyanese.
Sposata con il collega Carlos Gonzalez-Vio, dall'unione con lui ha avuto un figlio.
Il 19 giugno 2020 ha dichiarato di essere bisessuale tramite un post sul suo profilo Instagram.

## Filmografia

### Attrice

#### Cinema
- Margarita, regia di Dominique Cardona e Laurie Colbert (2012)
- Havana 57, regia di Jim Purdy (2012)
- Il calendario di Natale (The Holiday Calendar), regia di Bradley Walsh (2018)
- My Spy, regia di Peter Segal (2020)
- My Spy - La città eterna (My Spy - The Eternal City), regia di Peter Segal (2024)

#### Televisione
- Stargate SG-1 - serie TV, episodio 9x05 (2005)
- Degrassi: The Next Generation - serie TV, 4 episodi (2005-2006)
- Indagini ad alta quota (Mayday) - serie TV, episodio 11x02 (2012)
- Haven - serie TV, 3 episodi (2013)
- The Strain - serie TV, 4 episodi (2014-2015)
- Annedroids - serie TV, 11 episodi (2015-2017)
- Shadowhunters: The Mortal Instruments - serie TV, 20 episodi (2016-2019)
- Dino Dana - serie TV, 33 episodi (2017-2020)
- Private Eyes - serie TV, episodio 2x05 (2017)
- Saving Hope - serie TV, episodio 5x16 (2017)
- Burden of Truth - serie TV, 26 episodi (2018-2021)
- The Boys - serie TV, 8 episodi (2019-2022)
- Northern Rescue - serie TV, 6 episodi (2019)
- Save Me - serie TV, 2 episodi (2019)
- Nurses - Nel cuore dell'emergenza (Nurses)- serie TV, 9 episodi (2020-2021)
- October Faction - serie TV, 7 episodi (2020)
- The Republic of Sarah - serie TV, 6 episodi (2021)
- The Hot Zone - Area di contagio (The Hot Zone) - serie TV, episodio 2x06 (2021)
- Tutti i sospetti su mio padre, regia di (2021) - film TV
- Resident Alien - serie TV, 14 episodi (2022-2025)
- Fire Country - serie TV, episodio 2x04 (2024)
- Law & Order Toronto: Criminal Intent - serie TV, 14 episodi (2024-2025)
- Skymed - serie TV, 7 episodi (2025)
- Untamed – serie TV, episodi 1x02-1x03-1x06 (2025)

### Doppiatrice
- Starlink: Battle for Atlas (2018)
- Far Cry 6 (2021)
- Star Wars Outlaws (2024)

## Doppiatrici italiane
Nelle versioni in italiano delle opere in cui ha recitato, Nicola Correia-Damude è stata doppiata da:
- Eleonora Reti in The Boys, Lo scrittore fantasma, Fire Country
- Stella Gasparri in My Spy, My Spy - La città eterna
- Roberta Pellini in Shadowhunters
- Francesca Manicone in The Strain
- Selvaggia Quattrini in Dino Dana
- Tatiana Dessi in Private Eyes
- Perla Liberatori in Northern Rescue
- Vanessa Giuliani in Tutti i sospetti su mio padre
- Alice Bertocchi in Nurses - Nel cuore dell'emergenza
- Francesca Fiorentini in Titans
- Myriam Catania in Resident Alien
- Benedetta Ponticelli in Untamed

Da doppiatrice è stata sostituita da:
- Debora Magnaghi in Starlink: Battle for Atlas